# Tomma

Tomma  est une île de la commune de Nesna , en mer de Norvège dans le comté de Nordland en Norvège.

## Description

Les îles de Nesna

L'île de 47,3 km2 se situe à l'ouest des îles de Hugla et Handnesøya, à l'entrée sud du fjord Sjona (en). Le village principal de cette île est le village de Husby, où se trouvent l'ancien domaine Husby Estate (en) et la Husby Chapel (en). L'agriculture et la pêche sont les moyens de subsistance les plus importants à Tomma.
Il existe une liaison avec le centre municipal de Nesna par car-ferry depuis Mjåsundet au sud-est de l'île. Le car-ferry relie également Handnesøya et Hugla .

### Réserve naturelle
La réserve naturelle de Husbymarka sur Tomma a été créée en 2000 dans le but principal de préserver le smalasal, un arbuste de la famille du Sorbus. Il existe un plan de gestion pour cette réserve naturelle où la nécessité d'éliminer les épicéas plantés pour éviter sa prolifération.

## Galerie

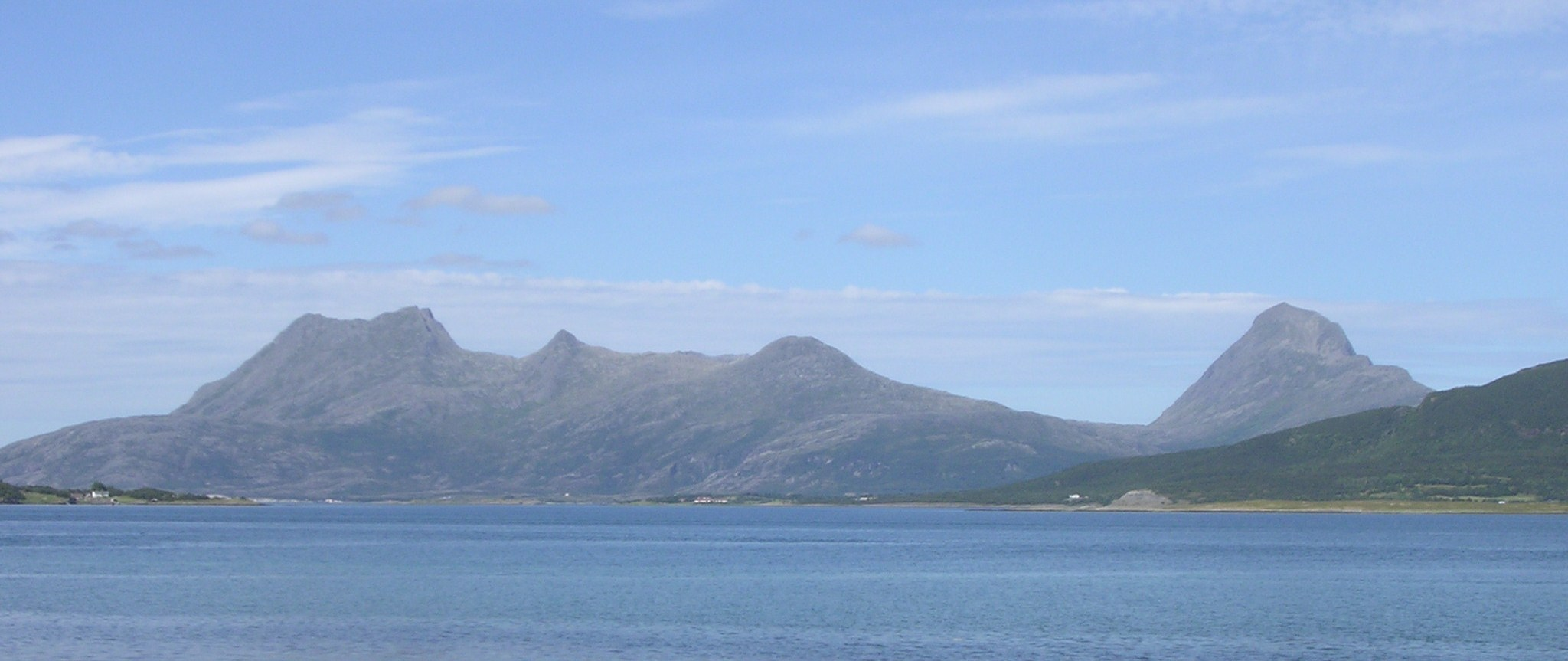
Île Tomma
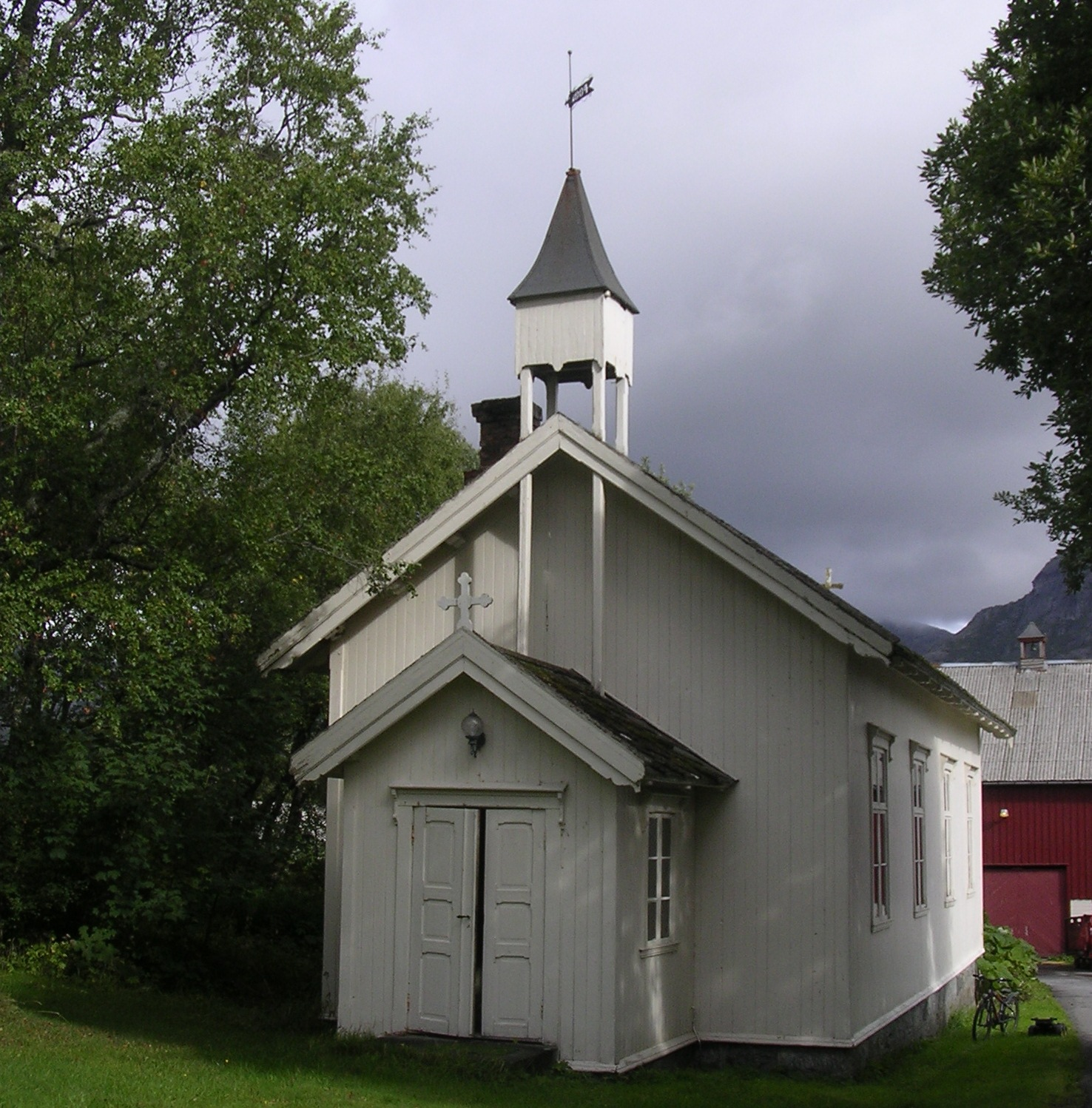
Chapelle d'Husby
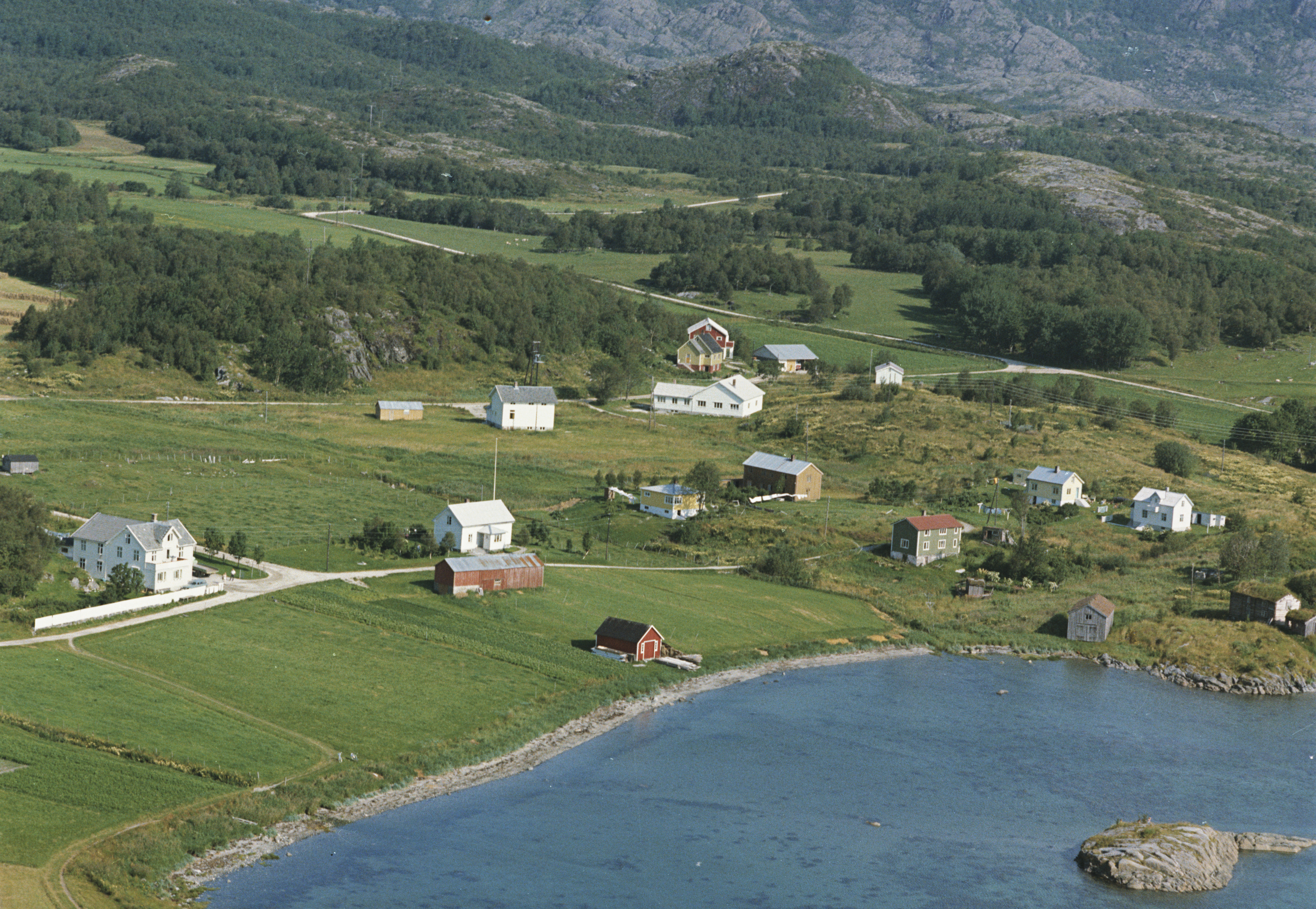
Village sur Tomma